# Matteo Burgsthaler
Matteo Burgsthaler (Trento, 18 febbraio 1981) è un ex pallavolista italiano.
Giocava nel ruolo di centrale.

## Carriera
L'inizio della sua carriera ad alti livelli avviene all'età di 19 anni, quando nel 2000 esordisce in Serie A1. Ciò accade nella squadra della sua città natale, quella Trentino Volley al suo primo anno di vita. L'allenatore Bruno Bagnoli lo inserisce in rosa come opposto, anziché come centrale, come riserva di Leondino Giombini.
Dal 2001 al 2004 ritorna al suo ruolo originario e milita in serie minori, giocando in serie B in squadre di Trento, Spoleto e Arezzo. Ritorna in Serie A, questa volta in Serie A2, per due anni a Bergamo, prima con lo Scanzorosciate nel 2004/2005 e poi con l'Olimpia Pallavolo nel 2006/2007, stagioni intervallate dalla parentesi alla Pallavolo Reima Crema, con la quale ottiene la promozione al termine dei play-off 2005/2006.
Dopo una stagione in terra trentina, questa volta con il Volley Fiemme Fassa in Serie B1, viene tesserato dal Volley Cavriago, dove milita per due stagioni. In queste stagioni riesce ad esprimere il suo potenziale potendo trovare costanza di presenze in campo in un ambiente e in una società ideali per la sua crescita.
Successivamente viene ingaggiato della Pallavolo Padova con l'intento di conquistare la promozione nella massima serie, risultato ottenuto dopo una stagione di vertice. La vittoria della Serie A2 è accompagnata dal riconoscimento personale, per la seconda volta consecutiva, come miglior muratore del campionato, riuscendo perfino a migliorare il dato statistico dell'anno precedente (da 125 muri vincenti in stagione a 163).
Questo doppio riconoscimento convince la Trentino Volley a farlo rientrare in rosa; il 16 giugno 2011 il giocatore firma un contratto biennale con la squadra della sua città natale. Con la squadra della sua città vince due scudetti, due Coppe Italia, due Supercoppe italiane e due Coppe del Mondo per club.
Nella stagione 2015-16 è ingaggiato dal Powervolley Milano, sempre in Serie A1, per poi ritornare nell'annata seguente al club di Trento. Chiude la sua carriera nella finale scudetto del 2017 e, nonostante il pochissimo utilizzo concessogli dall'allenatore Lorenzetti, si concede di firmare 6 muri nella sua ultima partita in campo, durante il ritorno degli ottavi di finale di Coppa Cev contro Piacenza, conquistando il titolo di MVP.

## Palmarès

### Club
- Campionato italiano: 2

2012-13, 2014-15
- Coppa Italia: 2

2011-12, 2012-13
- Supercoppa italiana: 2

2011, 2013
- Campionato mondiale per club: 2

2011, 2012

### Premi individuali
- 2003 - Premio Lorenzi: miglior giocatore trentino
- 2010 - Serie A2: Miglior muro
- 2011 - Serie A2: Miglior muro
- 2013 - Mondiale per club: 2º miglior centrale[2]